# Industria del sesso

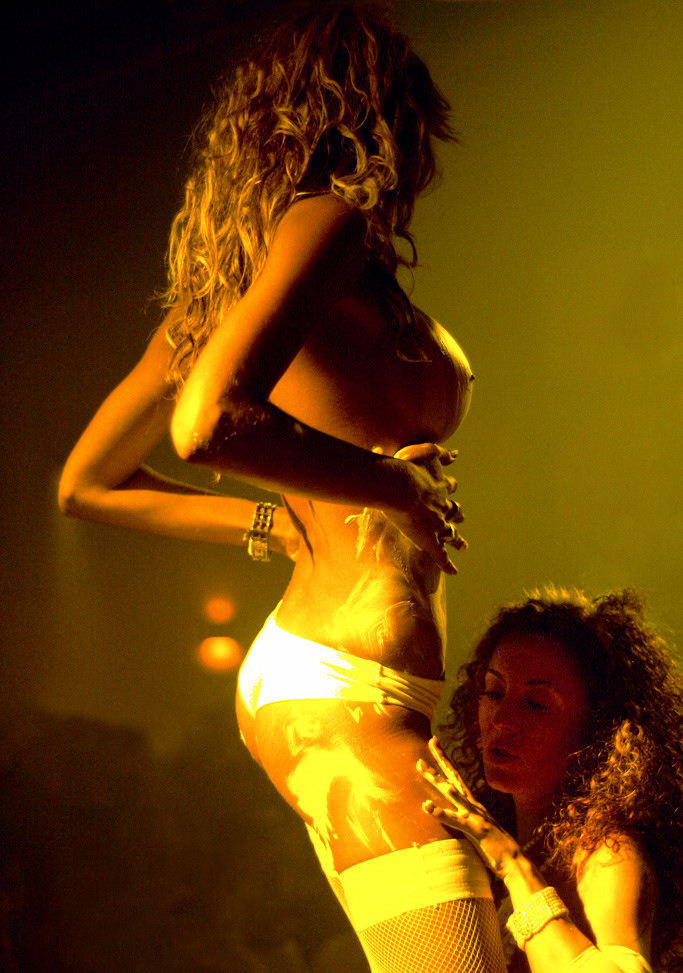
Spogliarello in un locale di Granada

L'industria del sesso è formata da quelle aziende che, direttamente o indirettamente, forniscono prodotti legati al sesso o servizi d'intrattenimento per adulti. L'industria del sesso include prodotti legati al sesso e servizi come la prostituzione in tutte le sue forme, la pornografia in ogni sua variante, sexy shop, riviste erotiche, film erotici o pornografici e canali per la televisione, nonché altro ancora.
L'industria del sesso è soggetta ad una serie di restrizioni legali ed è regolamentata in tutto il mondo. A esempio, la partecipazione dei minori nel settore è universalmente non consentita, come pure il traffico di persone a scopo di prostituzione. Le norme che si applicano al settore variano sensibilmente da una giurisdizione all'altra nei vari Paesi.

## Settori dell'industria

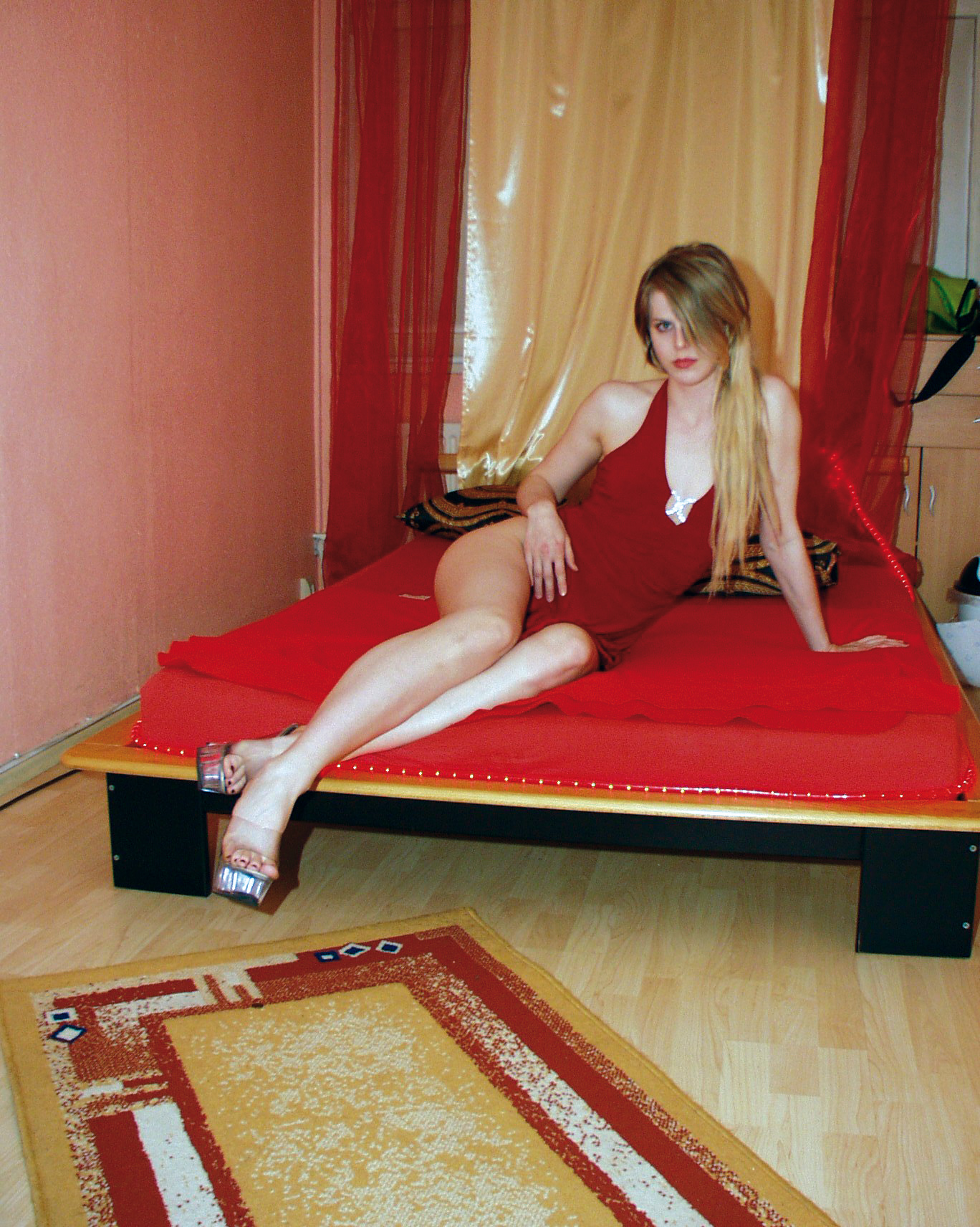
Una prostituta in Germania

La prostituzione comporta la prestazione di servizi sessuali a un'altra persona in cambio di denaro. I servizi di solito comportano un contatto diretto tra la persona prostituita e un cliente. Gli altri partecipanti del settore sono responsabili di chi si prostituisce o viene prostituito (di solito denominati "protettori") o coloro che forniscono strutture in cui vengono prestati i servizi sessuali, solitamente indicati come bordelli, anche se la prostituzione può avvenire anche per strada, in una macchina, una camera d'albergo, o in altri luoghi.
L'intrattenimento per adulti include esibizioni dal vivo. Questi possono essere strip club e può coinvolgere l'interessato in lapdance o altre danze erotiche. Questi generi non comportano un contatto effettivo tra la performer e il pubblico. L'interazione con un cliente può essere effettuato anche attraverso la webcam o il telefono. Lo spettacolo dal vivo può essere registrato e distribuito su Internet in una varietà di forme.
L'intrattenimento per adulti può coinvolgere anche attraverso ogni mezzo di materiale che fornisce l'eccitazione sessuale e la soddisfazione erotica per lo spettatore, solitamente indicato come materiale pornografico o erotico. I mezzi attraverso cui la pornografia può essere presentata comprende film, animazione, fotografie, disegni, letteratura e altri modi. Essi sono distribuiti in vari modi, inclusa la pubblicazione di riviste per adulti, libri, DVD ecc, e può essere venduta in negozi di sesso o su Internet. Film per adulti possono essere ottenuti o in affitto con sexy-shop o su internet o visualizzati su DVD, su pay-tv, o nei cinema per adulti.
Il settore comprende anche le imprese che producono e distribuiscono giocattoli del sesso e che consentono alle persone di incontrarsi di impegnarsi in attività sessuali, come i club del sesso, stabilimenti balneari gay e altri.
Negli Stati Uniti, l'industria del cinema pornografico è centrato nella San Fernando Valley di Los Angeles, con una stima di 200 aziende di produzione nella regione che impiegano fino a 15000 esecutori, producendo fino a 11.000 film e raggiunge oltre i 13 miliardi di dollari l'anno. Nel 2002, c'erano almeno 2.500 club di strip-tease negli Stati Uniti, generando un fatturato stimato in 3,1 miliardi di dollari, il 19% dell'intrattenimento totale per adulti. Nel 2010 il numero di club negli Stati Uniti è cresciuto fino a circa 4.000 locali.

### Pornografia
Un modello pornografico posa per foto pornografiche. Un attore pornografico recita in film pornografici. Nei casi in cui sono coinvolte solo limitate capacità drammatiche, l'interprete di un ruolo nei film pornografici può essere definito modello pornografico. La pornografia può essere messa a disposizione del consumatore con diversi mezzi di comunicazione.
I primi computer domestici con capacità di rete hanno portato alla nascita di servizi online per adulti tra la fine degli anni '80 e l'inizio degli anni '90. L'adozione diffusa del World Wide Web si è rapidamente trasformata nel boom delle dot-com, trainato in parte da un incredibile aumento globale della domanda e del consumo di pornografia ed erotismo. Intorno al 2009, i ricavi dell'industria pornografica statunitense, pari a 10-15 miliardi di dollari all'anno, erano superiori ai ricavi combinati degli sport professionistici e della musica dal vivo, ed erano più o meno pari o superiori agli incassi di Hollywood.
Esistono prove contrastanti sull'impatto sociale della pornografia. Alcuni risultati derivano da una meta-analisi che riassume i dati di studi precedenti. Una meta-analisi del 2015 ha rilevato che il consumo di pornografia è correlato all'aggressività sessuale. Tuttavia, non è noto se la pornografia promuova, riduca o non abbia alcun effetto sull'aggressività sessuale a livello individuale, perché la correlazione non può essere causale. Infatti, controintuitivamente, è stato riscontrato che la pornografia riduce l'aggressività sessuale a livello sociale. Una revisione del 2009 ha affermato che tutti gli studi scientifici sulla maggiore disponibilità di pornografia non mostrano alcun cambiamento o diminuzione dei reati sessuali.

## Personale

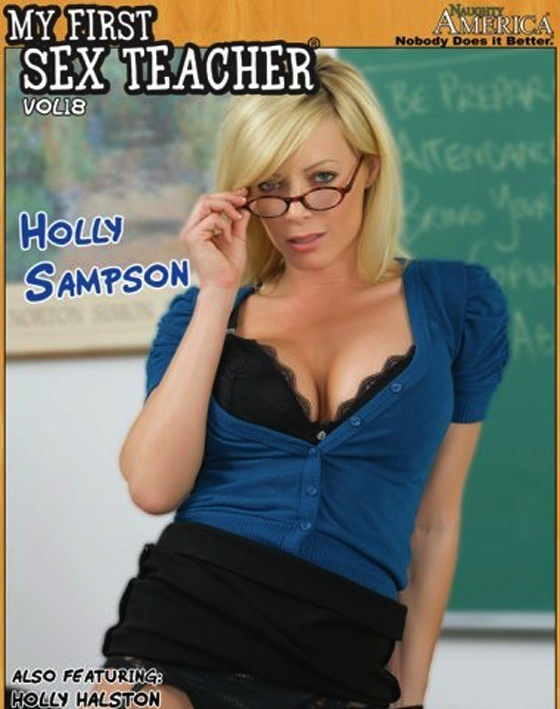
Copertina di un video pornografico

Le persone coinvolte direttamente nell'industria del sesso scambiano servizi sessuali con denaro. Queste persone possono essere prostituite o prostituirsi, essere attori pornografici, ballerini erotici, operatori di sesso telefonico, o operatori di sesso su webcam. 
In aggiunta, ci sono persone che indirettamente lavorano nell'industria del sesso come manager  (a volte denominati "protettori"), troupe cinematografiche, fotografi, quelli che lavorano per lo sviluppo e la manutenzione di siti web, elaborazione ordini, produzione e vendita di DVD e altri articoli, la stampa di periodici e libri, ecc. Altri creano modelli di business, di traffico commerciale, comunicati stampa, negoziano contratti con altri proprietari, forniscono server, si occupano fatturazione, buste paga, fiere ed eventi vari, marketing e previsioni di vendita, risorse umane, tasse e aspetti legali. Di solito, chi lavora in direzione o amministrazione non ha rapporti diretti con le persone prostituite o che si prostituiscono.

## Opposizioni

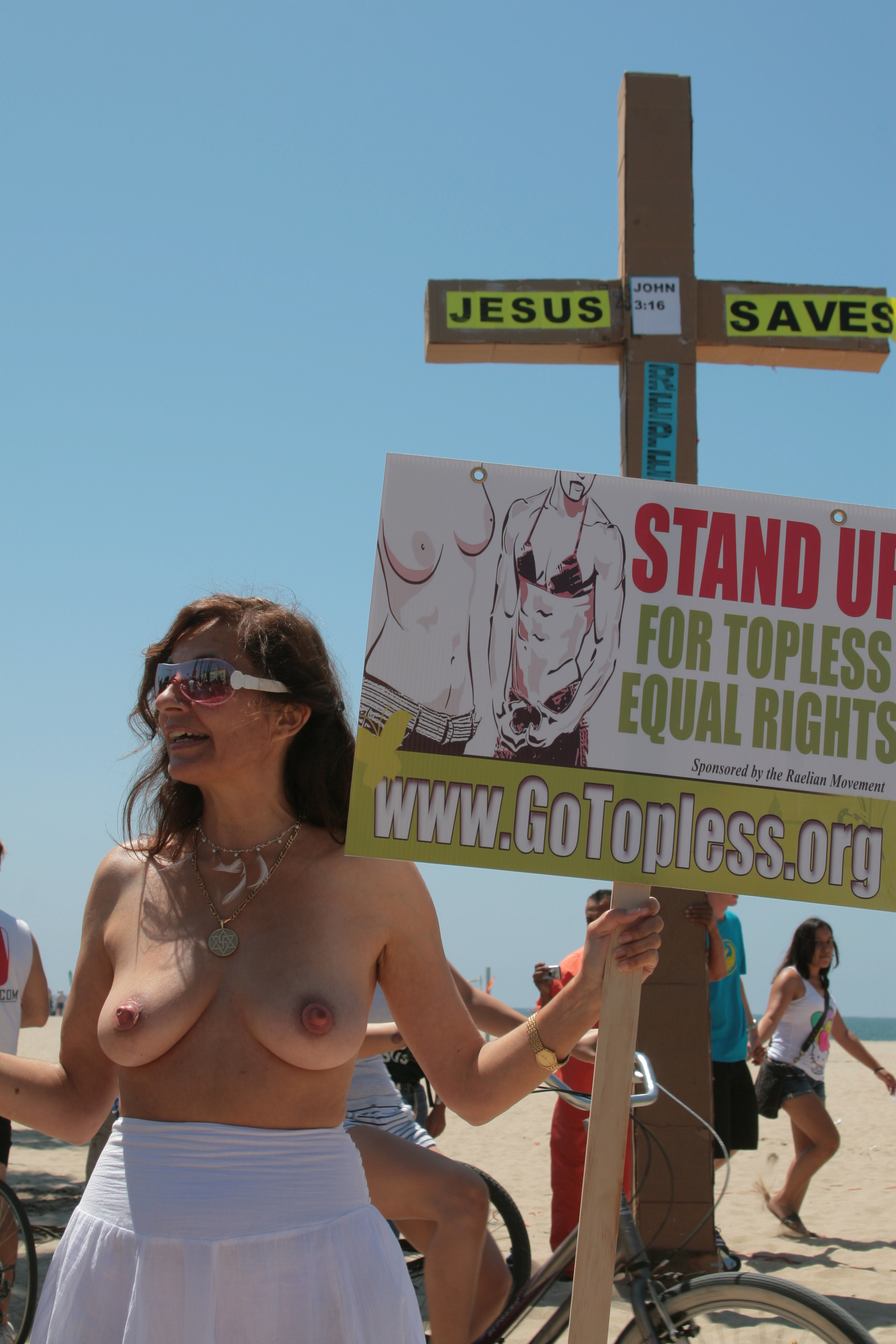
Go Topless Day, protesta in California nel 2011

L'industria del sesso è molto controversa, e molte persone, organizzazioni e governi oppongono forti obiezioni morali ad esso, e di conseguenza, la pornografia, la prostituzione, striptease e altre simili occupazioni sono illegali in molti paesi.
Il termine di movimento anti-pornografia è utilizzato per descrivere coloro che sostengono che la pornografia comporta una vasta gamma di effetti nocivi, quali l'incentivazione del traffico di esseri umani, la desensibilizzazione, la pedofilia, la disumanizzazione, lo sfruttamento, disfunzioni sessuali e l'incapacità di mantenere sani i rapporti.
L'Islam, l'Ebraismo e la maggior parte delle confessioni cristiane condannano attività di questo tipo. Nell'articolo 6 al numero 2396 del Catechismo della Chiesa cattolica, il consumo di pornografia è citato tra i peccati gravemente contrari alla castità.